# Ісаково (сільське поселення село Лопатино)
Ісаково (рос. Исаково) — присілок в Таруському районі Калузької області Російської Федерації.
Населення становить 10 осіб. Входить до складу муніципального утворення Село Лопатино.

## Історія
Від 2004 року входить до складу муніципального утворення Село Лопатино

## Населення
| 2002 | 2010 |
| ---- | ---- |
| 16   | ↘10  |